# Свети Георги (Криви дол)
Вижте пояснителната страница за други значения на Свети Георги.
Криводолският манастир „Свети Георги“ (на македонска литературна норма: „Свети Ѓорѓиј“ или Свети Ѓорѓи) е православен манастир в столицата на Северна Македония Скопие, част от Скопската епархия на Македонската православна църква. Манастирът е седалище на главата на МПЦ охридския и македонски архиепископ.
Манастирът е разположен на левия бряг на Вардар, зад Скопското кале. Сегашният католикон на манастира е изграден след Скопското земетресение от 1963 година. Църквата е изписана със стенописи и има богат красив иконостас, пренесен от разрушената църква „Св. св. Константин и Елена“.